# Satz von Madsen und Weiss
Als Mumford-Vermutung oder Satz von Madsen und Weiss wird in der Mathematik ein Lehrsatz über die Kohomologie der Abbildungsklassengruppe oder des Modulraums Riemannscher Flächen bezeichnet.
Der Beweis stammt von Ib Madsen und Michael Weiss.

## Aussage
Sei {\displaystyle \Sigma _{g,b}} die kompakte, orientierbare Fläche vom Geschlecht {\displaystyle g} mit {\displaystyle b} Randkomponenten, und sei {\displaystyle \Gamma _{g,b}} ihre Abbildungsklassengruppen, deren Repräsentanten also per Definition alle Randkomponenten festlassen.
Für {\displaystyle b>0} ist
{\displaystyle \Phi \colon \Gamma _{g,b}\to \Gamma _{g+1,b}}
dadurch definiert, dass die Repräsentanten durch die Identitätsabbildung auf dem zusätzlichen Henkel fortgesetzt werden.
Der Stabilitätssatz von Harer besagt, dass {\displaystyle \Phi } einen Isomorphismus in Gruppenkohomologie in Graden {\displaystyle *\leq {\frac {2}{3}}(g-1)} induziert und dass in diesem Bereich die Kohomologiegruppen unabhängig von {\displaystyle b>0} sind, man sich also auf {\displaystyle b=1} beschränken kann.
Man kann also die stabile Kohomologie der Abbildungsklassengruppe definieren als {\displaystyle H^{*}(B\Gamma _{g,1})} für hinreichend große {\displaystyle g}. Die stabile Kohomologie wird notiert als {\displaystyle H^{*}(B\Gamma _{\infty })}.
Die Mumford-Vermutung besagte, dass
{\displaystyle H^{*}(B\Gamma _{\infty };\mathbb {Q} )=\mathbb {Q} \left[\kappa _{1},\kappa _{2},\ldots \right]}
mit den Morita-Miller-Mumford-Klassen {\displaystyle \kappa _{i}\in H^{2i}(B\Gamma _{\infty };\mathbb {Q} )} ist. (Mumford formulierte diese Vermutung für die Kohomologie des Modulraums Riemannscher Flächen, was für rationale Koeffizienten aber mit der Kohomologie der Abbildungsklassengruppe übereinstimmt.)
Madsen-Weiss bewiesen, dass man eine Homotopieäquivalenz
{\displaystyle \mathbb {Z} \times B\Gamma _{\infty }^{+}\to \Omega ^{\infty }\mathbb {C} P_{-1}^{\infty }}
hat. Daraus folgt insbesondere die Mumford-Vermutung.

## Verallgemeinerung in höherer Dimension
Für {\displaystyle W_{g}=\sharp ^{g}S^{n}\times S^{n}} ist {\displaystyle \lim _{g\to \infty }H^{*}(B\mathrm {Diff} (W_{g},D^{2n});\mathbb {Q} )} die von den verallgemeinerten Morita-Miller-Mumford-Klassen {\displaystyle \kappa _{c}} erzeugte Algebra, wobei {\displaystyle c\in H^{*}(B\mathrm {SO} (2n);\mathbb {Q} )=\mathbb {Q} \left[p_{1},\ldots ,p_{n-1},e\right]} alle Monome vom Grad größer als {\displaystyle 2n} durchläuft, in denen {\displaystyle p_{i}} für {\displaystyle i<{\frac {n}{4}}} nicht vorkommt.